# Třída Highflyer
Třída Highflyer byla třída chráněných křižníků britského královského námořnictva. Celkem byly postaveny tři jednotky této třídy. Ve službě byly v letech 1899–1921. Křižník HMS Hermes byl přestavěn na nosič hydroplánů a potopen za první světové války.

## Stavba
Celkem byly v letech 1897–1900 postaveny tři jednotky této třídy. Dva postavila loděnice Fairfield Shipbuilding and Engineering Company v Govanu a třetí loděnice London and Glasgow Shipbuilding Company  Glasgow.
Jednotky třídy Highflyer:
| Jméno         | Loděnice           | Založení kýlu | Spuštěna | Vstup do služby  | Poznámka                                                                                              |
| ------------- | ------------------ | ------------- | -------- | ---------------- | --- |
| HMS Highflyer | Fairfield          | 1897          | 1898     | 5. října 1899    | Vyřazen 1921, sešrotován.                                                                             |
| HMS Hermes    | Fairfield          | 1897          | 1898     | 7. prosince 1899 | Od roku 1913 nosič hydroplánů, dne 31. října 1914 potopen v Doverské úžině německou ponorkou SM U-27. |
| HMS Hyacinth  | London and Glasgow | 1897          | 1898     | 3. září 1900     | Vyřazen 1919, sešrotován.                                                                             |

## Konstrukce

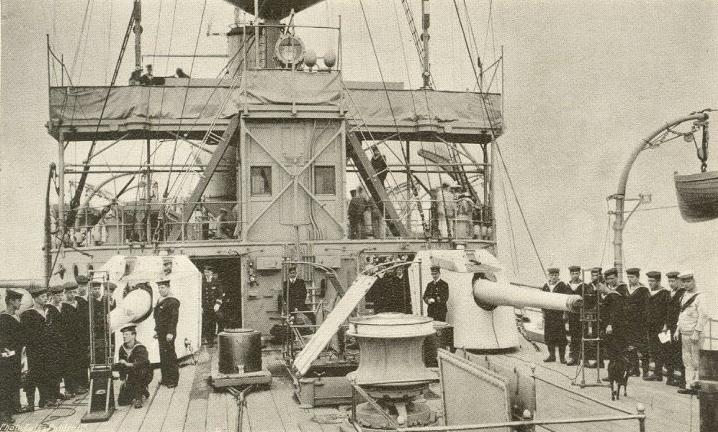
HMS Hermes

Po dokončení plavidla nesla jedenáct 152mm kanónů, které doplňovalo devět 76mm kanónů, šest 47mm kanónů a dva 450mm torpédomety. Pohonný systém tvořilo 18 kotlů a dva parní stroje o výkonu 10 000 hp, pohánějící dva lodní šrouby. Nejvyšší rychlost dosahovala 20 uzlů. Dosah byl 3300 námořních mil při rychlosti 18 uzlů.

### Modifikace
Hermes byl v roce 1913 experimentálně přestavěn na první britský nosič hydroplánů. Byl vybaven startovací plochou a hangáry pro tři hydroplány.